# Matthias Claudius
Matthias Claudius (også kendt under pseudonymet Asmus) (15. august 1740 – 21. januar 1815) var en tysk digter og journalist, særligt kendt for sine følsomme verskunst i folketone.

## Biografi

### Ungdom og uddannelse
Matthias Claudius blev født i Reinfeld i Holsten og var fjerde barn af pastor Matthias Claudius og dennes anden hustru Maria (født Lorck). 
Han gik på den lærde skole i Plön. I sommersemesteret 1759 begyndte han at studere teologi på universitetet i Jena. Senere studerede han rets- og forvaltningskundskab. Han blev der medlem af „Deutschen Gesellschaft“ ("Det tyske selskab"). I 1762 vendte han tilbage til sin hjemby uden eksamen.
Debutværket Tändeleyen und Erzählungen ("Fjollerier og fortællinger") var en stilistisk blandet efterligning af de mest populære digte og blev ikke godt modtaget af kritikerne.

### Tidlig virksomhed
1764/1765 rejste Claudius som sekretær for grev Ulrich Adolph af Holsten til København og stiftede der bekendtskab med Friedrich Gottlieb Klopstock, som prægede hans senere litterære karriere.
Fra 1768 til 1770 arbejdede han som redaktør på Viktor Ludwig Klopstocks Hamburgischen-Addreß-Comptoir-Nachrichten ("Hamburgerske adresse kontors efterretninger"). Viktor Ludvig var bror til den berømte Friedrich Gottlieb Klopstock. Claudius kom i Hamburg i kontakt med Johann Gottfried Herder og Gotthold Ephraim Lessing. Hans arbejdsopgaver bestod udelukkende i at indsamle børsnoteringer og skrive meddelelser om ankommende skibe.

### Der Wandsbecker Bothe
I januar 1771 tog Matthias Claudius til Wandsbek, som dengang hørte under den danske krone, og blev her redaktør af handelsbladet "Der Wandsbecker Bothe" ("Wandsbecker Budbringeren"), der var grundlagt af Heinrich Carl von Schimmelmann. Wandsbecker Bothe blev det første tyske folkeblad. Den dag i dag er en vandrende budbringers kendetegn (hat, stok og taske) på Wandsbeks våbenskjold.
Claudius indførte egne digte og essays i bladet, og det blev under hans ledelse kendt i hele Tyskland. Det udkom i perioden 1771 til 1775.
I 1772 ægtede Claudius den 18-årige Anna Rebekka Behn, datter af byens tømrer. Parret fik i alt 12 børn.
12. august 1774 blev Matthias Claudius optaget i hamburger frimurerorden Zu den drei Rosen ("Til de tre roser"). Fra 1777 var han i tre år talsmand for andreaslogen Fidelis. Han deltog fra 1780 i logen "Zur goldenen Kugel" ("Logen af de gyldne kugler"), andreaslogen noget længere, men blev da i stilhed udstreget af medlemslisten. Dette hænger måske sammen med at greven af Haugwitz, som han havde fået til at blive medlem i logen, besluttede sig for sammen med grev Stolberg på sit familiegods at grundlægge sit eget "Bund der Kreuzfrommen" eller "Johannis-Vertrauten" ("Selskabet af de korsfromme" eller de "Johannes-fortrolige"), som Claudius – igennem Haugwitz – i 1784 blev optaget i.
Gennem Herders formidling blev Claudius i 1776 redaktør af Hessen-Darmstädtischen privilegierten Landeszeitung ("priviligerede landsnyheder for Hessen-Darmstädt"), men flyttede efter lidt over et år tilbage til Wandsbek, da han ikke kunne indordne sig under de hierarkiske forhold i forvaltningen i residensstaden Darmstadt.
Senere udgav Clauduis selv under navnet "Der Wandsbecker Bote". I sine digte og fortællinger anvendte han også pseudonymet Asmus. Hans finansielle situation var konstant anstrengt, indtil han i 1785 opnåede et legat af den danske kronprins Frederik, som havde fået øjnene op for Claudius' litterære kvaliteter. Frederik skaffede ham også stillingen som bestyrelsesrevisor for banken Schleswig-Holsteinischen Speciesbank i Altona, der sikrede ham en indkomst uden at gå ud over hans litterære arbejde, da han kun behøvede at møde op i Altona fire gange om året for revisionen af kvartalsregnskabet.

### De sidste år
Som følge af krigsbegivenhederne omkring Hamburg under Napoleonskrigene, flygtede Claudius i 1813 til Kiel og senere Lübeck. Sine sidste leveår tilbrage den stadig mere syge Matthias Claudius i en af sine svigersønner, grundlæggeren af forlaget af samme navn, Friedrich Perthes' hjem, hvor han døde.

### Mindesteder
Han er med sin hustru Rebekka og sin datter Christiane (kendt fra hans digt Christiane) begravet på kirkegården bag Kristuskirken i Wandsbek. Over ægteparret står to grå mandshøje kors foran en hæk mod Marktstraße.
Der er flere forskellige steder i Wandsbek, der holder mindet om Matthias Claudius i hævd. Blandt andet på markedspladsen, hvor der står en skulptur af Matthias Claudius og et af hans børn. Denne bronzestatue af Bernd Stöcker blev opstillet i år 2000.

## Værker
Claudius' værker findes spredt i mange forskellige samlinger og tidsskrifter, først og fremmest i »Wandsbecker Boten«. I 1775 begyndte Claudius at udgive flere bind tekstsamlingen »Asmus omnia sua secum portans (oder Sämtliche Werke des Wandsbecker Bothen)« ("Wandsbeker budbringerens samtlige værker"). Med lange pauser mellem 1770 og 1775 udkom de første bind i Hamburg. Senere fulgte med større regelmæssighed de sidste bind; det sidste udkom i 1812 med værker fra årene 1803–1812. I 1860 udkom et udvalg af Claudius' værker i dansk oversættelse af C.H. Thurah.
I Danmark blev nogle af hans salmer optaget i Psalme-Bog for Kirke og Hjem fra 1899.
Hans Abendlied er oversat til "Sig Månen langsomt hæver".

### Lyrik
- Der Tod und das Mädchen
- Der Mensch („Empfangen und genähret“)
- Christiane
- Die Sternseherin Lise
- Die Liebe
- Der Tod
- Ein Wiegenlied bei Mondschein zu singen
- Täglich zu singen
- Kriegslied: „'s ist Krieg!“
- Der Frühling. Am ersten Maimorgen
- An – als Ihm die – starb (Der Säemann säet den Samen)
- Wir pflügen und wir streuen
- Abendlied: Der Mond ist aufgegangen
- Im Winter
- Sange i Wikisource

### Breve
- An meinen Sohn Johannes, 1799

### Bøger
- Tändeleyen und Erzählungen, Reinfeld, 1762